# Матијас Ласен
Матијас Ласен (дан. Matias Lassen; Редовре, 15. март 1996) професионални је дански хокејаш на леду који игра на позицији одбрамбеног играча.
Члан је сениорске репрезентације Данске за коју је дебитовао на светском првенству 2017. године. 